# 計装
計装（けいそう、Instrumentation）とは、生産工程等を制御するために、測定装置や制御装置などを装備し、測定することなどをいう。最近の計装は、上は経営情報システムから、下は個々の装置の制御装置まで、階層化・統合化されたシステムとしての側面が強くなっている。
一般的に計装分野では、下記の2項目に大別される。
- プラント計装 - 石油化学・非鉄金属・発電設備・食品医薬・等の、各種産業プラントを主体とする。
- ビル計装 - ビル空調・ビル給排水設備を主体とする。

## 計装の例
- 生産物の入ったタンク内の温度と圧力を測定し、目的の温度、圧力になるよう加熱したり、制御弁を開閉する。
- 液体材料の流量を測定し、目的の流量になるよう、ポンプや弁を制御する。
- 室内温度を目的の温度に保つために、室温を計測し、冷暖房装置を起動したり停止したりする。

など